# Université polytechnique de Palestine
L'université polytechnique de Palestine (arabe : جامعة بوليتكنك فلسطين, anglais : Palestine Polytechnic University) est une université palestinienne fondée en 1978 et située dans le Gouvernorat de Hébron au sud de la Cisjordanie.

## Historique
L'université polytechnique de Palestine est accréditée pour la première fois par le ministère de l'éducation palestinien en 1978. Elle est créée par l'association University Graduates Union. Depuis 1990, l'université démarre ses programmes de Bachelor degree.
En 2003, lors de la seconde intifada, l'armée israélienne fait fermer l'université polytechnique considérée comme étant en zone militaire.
En novembre 2014, un dirigeant du FPLP et professeur de l'université, Abdel-Alim Da’na, est arrêté et incarcéré par les forces armées israéliennes.
En avril 2018, l'armée israélienne fait fermer l'université polytechnique, empêchant les étudiants et les professeurs de s'y rendre.

## Cursus
L'université dispose de cinq facultés : de construction, de technologie de l'information et de génie informatique, des sciences appliquées, des sciences et de l'informatique administrative et des professions appliquées.

### Campus
L'université polytechnique de Palestine se compose de 3 campus principaux  :
- Wade Al hareiah Campus : École des métiers appliqués, Centre du marbre et de la pierre, école d'ingénieur, École des sciences appliquées, bureaux administratifs.
- Abu Romman Campus : École administrative des sciences et de l'informatique, Centre technologique d'excellence des amis de Fawzi Kawash, campus Eian Sara.
- University Graduates Union (U.G.U) : Département du génie des métiers, Centre d'essai et d'analyses de véhicules

## Recherches
En 2009, un étudiant présente en projet de fin d'étude un panneau solaire qui suit le déplacement du soleil dans le ciel. En septembre 2010, des étudiants de Polytechnique présente un projet de voiture solaire. En juin 2017, une équipe d'entrepreneurs de l'université ont développé un système de traitement des déchets industriels qui utilisent d'autres déchets industriels.